# فيكتور مورينو
فيكتور مورينو (بالإسبانية: Víctor Moreno)‏ هو دراج فنزويلي، ولد في 15 يوليو 1985 في كويديس في فنزويلا.

## وصلات خارجية
- فيكتور مورينو على موقع أرشيف الدراجات (الإنجليزية)
- فيكتور مورينو على موقع إحصائيات الدراجات الإحترافية (الإنجليزية)